# Höchstpreisedikt

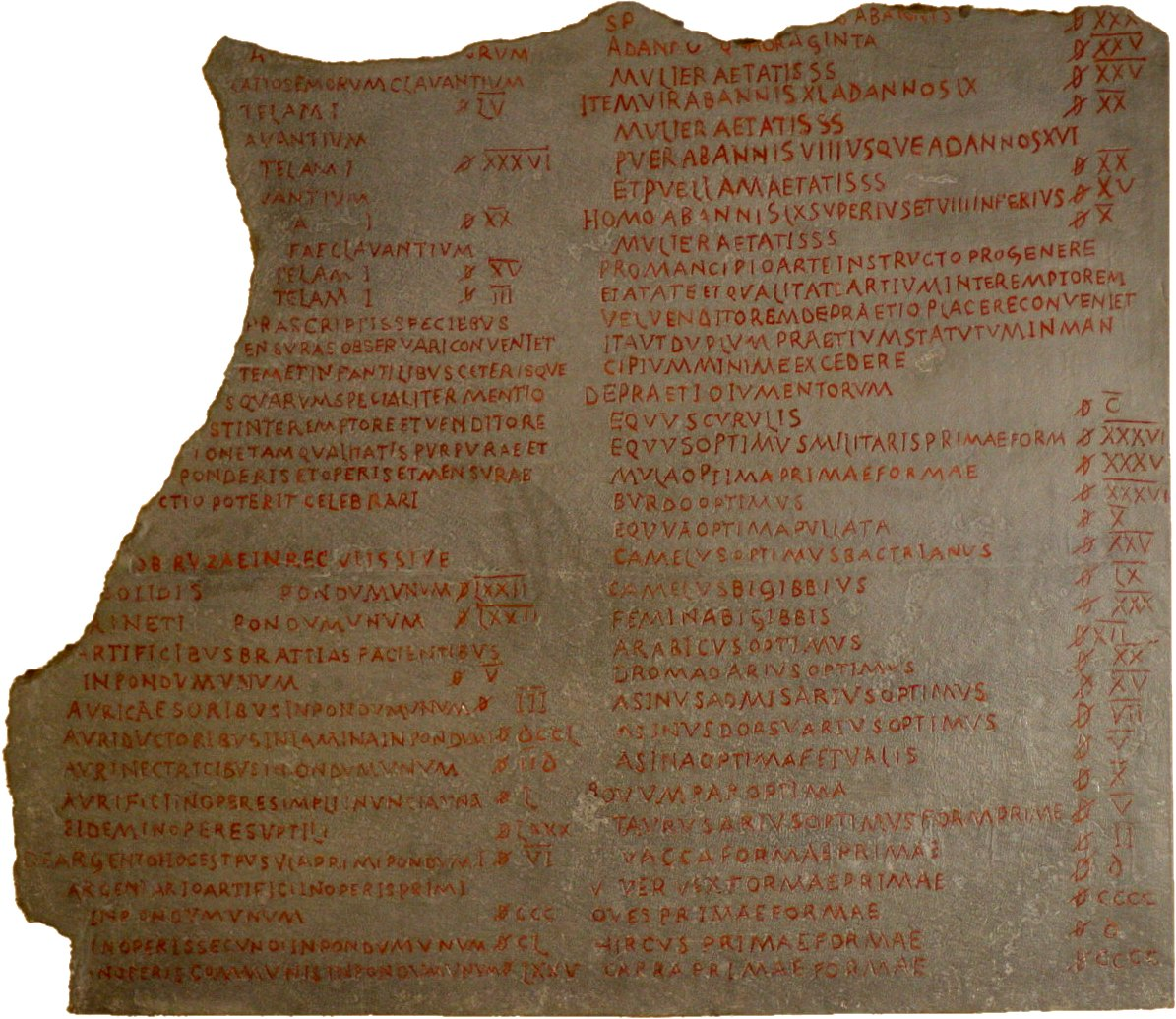
Kopie (Abguss) eines in Aizanoi gefundenen Bruchstückes des Edikts im Pergamonmuseum Berlin aus dem Bestand des Berliner Münzkabinetts

Das Höchstpreisedikt (lat.: Edictum (Diocletiani) et collegarum de pretiis rerum venalium), benannt nach dem römischen Kaiser Diokletian, wurde 301 n. Chr. von den römischen Tetrarchen erlassen und galt für das gesamte Reichsgebiet. Es setzte als Preiskontrollgesetz Höchstpreise für eine Vielzahl von Produkten und Leistungen fest, deren Überschreitung in der ultima Ratio mit der Todesstrafe geahndet werden konnte. Das Edikt sollte die Inflation aufhalten, die sich während der Reichskrise des 3. Jahrhunderts verschärft hatte. Die neuere Forschung hält es für denkbar, dass das Edikt der Reduzierung der unverhältnismäßig hohen Staatsausgaben diente.

## Allgemeines

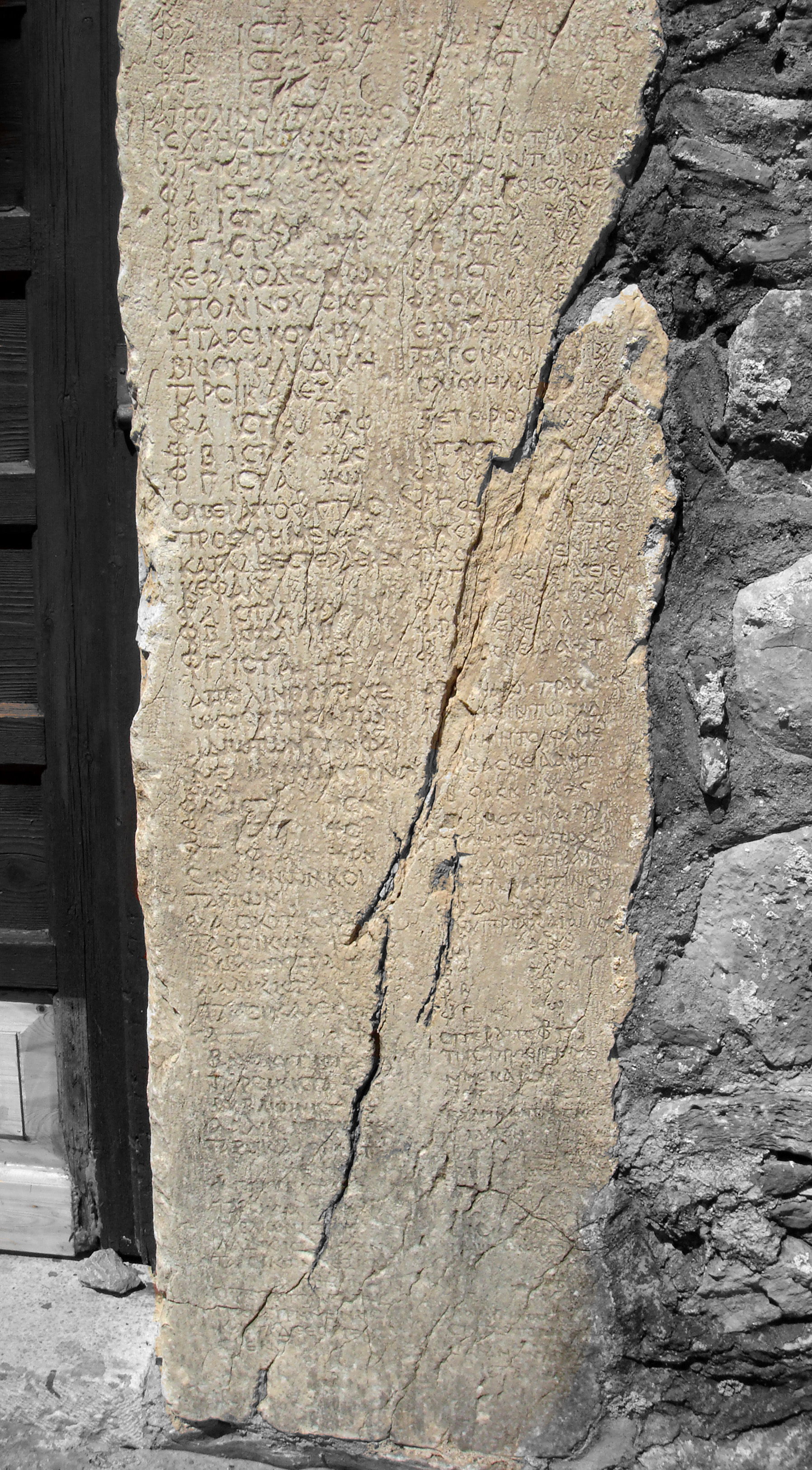
Fragment des Höchstpreisedikts in griechischer Sprache, Geraki, Agios Ioannis Chrysostomos

Überliefert ist das Höchstpreisedikt durch zahlreiche Inschriften. Die Zusammenfassung aller bisher veröffentlichten Fragmente stammt von Siegfried Lauffer, der durch die bis heute nicht abgeschlossene Textsammlung diejenige Theodor Mommsens erweiterte und dadurch ablöste. Insoweit handelt es sich um eine bisher noch provisorische Steinsammlung. Die Fragmente stammen vornehmlich aus den Abruzzen (Pettorano), Westgriechenland (Achaia) und Kleinasien. Als originale Textfassung gilt diejenige in lateinischer Sprache. Die wenigen griechischen Übersetzungen zeigen sich nur auf Fragmenten aus Achaia, bilinguale Textfassungen sind nicht nachgewiesen.
Der Aufbau des Edikts gestaltet sich so, dass eine Vorrede die Gründe und den Zweck der Maßnahme erläutert. Es folgt ein Hinweis auf die beigegebene Tariftabelle (in Anlage) zu den einzelnen preislimitierten Produkten und Dienstleistungen sowie die Sanktionen bei Zuwiderhandlung. Über Art und Umfang der Platzierung der in Kolumnen abgesetzten Inschriften an allgemein zugänglichen Orten und über den Verbreitungsgrad des Edikts in den einzelnen Provinzen liegt bis heute kein verbindliches Forschungsergebnis vor. Da das Edikt beispielsweise in Lactanz’ Schrift De mortibus persecutorum (Von den Todesarten der Verfolger) literarisch bezeugt ist, wird davon ausgegangen, dass es von nicht unerheblicher Bedeutung war.

## Hintergründe und Nachwirkungen
Während der Reichskrise, die den wirtschaftlichen Verfall des römischen Reiches vorangetrieben hatte, hatten zahlreiche Kaiser und Usurpatoren verstärkt Münzen geprägt. Dadurch war die Inflation erheblich in die Höhe getrieben worden. Diokletian reagierte darauf, indem er die bestehende Silberwährung im Nominalwert verdoppelte. Damit der Fiskus nicht umgekehrt vor einer Halbierung seiner Steuereinnahmen (Capitatio-Iugatio) stehen würde, wurde festgelegt, dass die Zahlungsverpflichtungen vor dem Stichtag der Werterhöhung mit den gleichen Münzen zum doppelten Wert gezahlt werden mussten. Diese Maßnahme der Nominalwertverdopplung sollte in inflationären Zeiten den Käufer schützen. Diokletian verfolgte aber nicht nur die Verknappung der umlaufenden Silberwerte, er wollte auch den Warenumsatz über eine staatliche Preisbindung steuerbar machen. Die Preiskontrolle wurde Kernbestandteil des Höchstpreisedikts, selbst Bestandteil der diokletianischen Münzreform. Um die Währung zu stabilisieren, erfolgte deren Abwertung.
Die Preise sind im Edikt als denarii communes (Rechnungsdenare) angegeben, die aber nicht den Denaren der frühen Kaiserzeit entsprachen. Der im Jahr 294 eingeführte Follis wurde am 1. September 301 mit 25 denarii communes festgelegt.
Diokletian verordnete für mehr als tausend Produkte verbindliche Höchstpreise. Außerdem wurden Höchstlöhne für Dienstleistungen festgelegt. Da die Mehrheit der Bevölkerung niedrigste Tagelöhne erhielt, die Preise für Handwerkserzeugnisse hingegen sehr hoch lagen, litt insbesondere die ärmere Bevölkerung unter dem Edikt, die Hirten und die Landarbeiter. Die Forschung hatte deshalb vielfach angenommen, dass das Edikt seine gewünschte Wirkung verfehlt hatte und letztlich scheitern musste. Die Preise seien völlig überzogen gewesen und die Verkäufer seien verleitet gewesen, zu geldlosen Tauschgeschäften überzugehen. So hätten die verfügten Repressalien umgangen werden können und das Edikt sei inhaltlich ausgehöhlt worden. Formal wurde darauf nicht reagiert, es wurde nie außer Kraft gesetzt. Noch Theodor Mommsen verwies auf einen indiskutablen wirtschaftspolitischen Charakter der Maßnahme. Die neuere Forschung wandte sich mehr dem Aspekt der Wirkungen der Maßnahmen auf die Währungsstabilisierung zu und würdigt die erzielten Ergebnisse. Auch ließe sich nachweisen, dass das Edikt länger galt und wirksamer war, als es aufgrund literarischer Zeugnisse schien. Die vom Heer unterstützte Festpreispolitik habe demnach geholfen, Produktion, Steueraufkommen und vornehmlich sogar die ständische Berufsordnung zu stabilisieren.
Wirtschaftspolitische Vorgaben gab es bereits vor Diokletian. Die wirtschaftsgeschichtliche Bedeutung des Preisedikts liegt vornehmlich wohl darin, dass es sich um das umfassendste Waren- und Preisverzeichnis der antiken Welt handelt, das zudem bezeugt, welche radikalen Bestrebungen für eine Währungsstabilisierung bestanden, nachdem die schwere Krise Wirtschaft und Gesellschaft stark in Mitleidenschaft gezogen hatte.
Nach dem Höchstpreisedikt lässt sich eine Häufung von Maßnahmen zur politischen Festigung von Preisen für gewerbliche Produkte und Dienstleistungen feststellen. Schließlich griff auch Justinian die Entwicklung auf und fixierte in seinem später so genannten Corpus iuris civilis den klassischen Begriff des „gerechten Preises“ (iustum pretium), der Einlass fand ins abendländische Denken.

## Ausgaben
- Theodor Mommsen, Hugo Blümner: Edictum Diocletiani de pretiis rerum venalium. Der Maximaltarif des Diocletian. Reimer, Berlin 1893 (Digitalisat).
- Siegfried Lauffer (Hrsg.): Diokletians Preisedikt (= Texte und Kommentare. Eine altertumswissenschaftliche Reihe. Band 5). de Gruyter, Berlin 1971.
- Marta Giacchero: Edictum Diocletiani et Collegarum de Pretiis Rerum Venalium in integrum fere restitutum e Latinis Graecisque Fragmentis. Istituto di Storia Antica e Scienze Ausiliarie, Genua 1974.
- Michael Crawford: Aphrodisias XIII. Diocletian’s Edict of Maximum Prices at the Civil Basilica in Aphrodisias. Reichert, Wiesbaden 2023, ISBN 978-3-7520-0685-8.